# Xeromunda vulgarissima
Xeromunda vulgarissima е вид охлюв от семейство Hygromiidae. Видът не е застрашен от изчезване.

## Разпространение
Разпространен е в Албания и Гърция.